# Nanshiungosaurus
Genre
Espèces de rang inférieur
- † Nanshiungosaurus brevispinus (espèce type)
- † « Nanshiungosaurus bohlini »

Nanshiungosaurus est un genre éteint de dinosaures théropodes de la famille des thérizinosauridés asiatiques, dont le nom de genre signifie « lézard de Nanxiong ». Il ressemble à un ornithomimidé.

## Liste des espèces
Deux espèces sont connues :

### Nanshiungosaurus brevispinus
L'espèce type, dont le nom d'espèce signifie « à épines courtes » a été découverte en 1979 près de la ville de Dapingcun dans le Guangdong au sein de la formation de Yuanpu, qui date du Crétacé supérieur (Campanien), c'est-à-dire il y a entre 83,6 ± 0,2 et 72,2 ± 0,2 Ma (millions d'années).

### «Nanshiungosaurus bohlini»
Cette espèce a été découverte en 1992 près de Mazongshan dans la province de Gansu. Ses restes fossiles ont été extraits de la partie supérieure du groupe Xinminbao (groupe de formations géologiques datée du Crétacé inférieur,  Barrémien-Aptien), c'est-à-dire il y a entre 125,77 et 113,2 ± 0,3 Ma (millions d'années). En l'absence de synapomorphie (caractère unique partagé) avec l'espèce type Nanshiungosaurus brevispinus, plus récente de près de 50 Ma (millions d'années), il a été considéré en 2010 que cette seconde espèce n'appartenait pas au genre Nanshiungosaurus, mais mériterait la création d'un genre dédié,.